# 董凌
董凌（1964年—），广西融水人，苗族，中华人民共和国政治人物、第十一届全国人民代表大会广西地区代表。
毕业于广西师范大学数学专业，是中共党员。担任广西融水苗族自治县委副书记、县长。2008年起担任全国人大代表。